# Вятское сельское поселение (Марий Эл)
Вятское сельское поселение — муниципальное образование (сельское поселение) в составе Советского района Марий Эл Российской Федерации. Административный центр поселения — село Вятское.

## История
Статус и границы сельского поселения установлены Законом Республики Марий Эл от 18 июня 2004 года № 15-З «О статусе, границах и составе муниципальных районов, городских округов в Республике Марий Эл».
В 2009 году в состав Вятского сельского поселения были включены 9 населённых пунктов (село Орша, деревни Березята, Вершинята, Захарята, Кордемучаш, Лаксола, Мари-Орша, Нурмучаш, Ожиганово), ранее входившие в состав упразднённого Оршинского сельского поселения.

## Население
| 2010  | 2011  | 2012  | 2013  | 2014  | 2015  | 2016  |
| ----- | ----- | ----- | ----- | ----- | ----- | ----- |
| 3397  | ↘3391 | ↗3495 | ↘3462 | ↘3434 | ↘3367 | →3367 |
| 2017  | 2018  | 2019  | 2020  | 2021  | 2023  |       |
| ↘3321 | ↘3248 | ↘3212 | ↘3199 | ↘2794 | ↘2682 |       |

## Состав сельского поселения
В состав сельского поселения входят 2 села и 20 деревень:
| №  | Населённый пункт | Тип населённого пункта       | Население |
| -- | ---------------- | ---------------------------- | --------- |
| 1  | Афонассола       | деревня                      | 64        |
| 2  | Березята         | деревня                      | 25        |
| 3  | Вершинята        | деревня                      | 7         |
| 4  | Вятское          | село, административный центр | 1777      |
| 5  | Гришино          | деревня                      | 44        |
| 6  | Захарята         | деревня                      | 78        |
| 7  | Калтаксола       | деревня                      | 41        |
| 8  | Колянур          | деревня                      | 283       |
| 9  | Кордемучаш       | деревня                      | 108       |
| 10 | Лаксола          | деревня                      | 0         |
| 11 | Мари-Орша        | деревня                      | 151       |
| 12 | Новый Ургакш     | деревня                      | 12        |
| 13 | Нурмучаш         | деревня                      | 2         |
| 14 | Ожиганово        | деревня                      | 21        |
| 15 | Орша             | село                         | 423       |
| 16 | Старый Ургакш    | деревня                      | 86        |
| 17 | Удельное         | деревня                      | 51        |
| 18 | Фокино           | деревня                      | 94        |
| 19 | Шогаль           | деревня                      | 73        |
| 20 | Шоптранер        | деревня                      | 9         |
| 21 | Яманаево         | деревня                      | 41        |
| 22 | Янкеево          | деревня                      | 7         |